# Osservatorio di Ependes
| 218752 Tentlingen | 7 novembre 2005 |
| 232949 Muhina     | 1 marzo 2005    |

L'osservatorio di Ependes (in francese observatoire d'Épendes, in tedesco Sternwarte Ependes) è un osservatorio astronomico svizzero situato presso l'omonima località nel Canton Friburgo, a 700 m s.l.m.. Il suo codice MPC è A13 Observatoire Naef, Marly. È noto anche come osservatorio Naef dal nome della Fondazione Robert Adolf Naef che lo gestisce.
L'osservatorio fu edificato a partire dal 1983, su un terreno donato due anni prima dal comune di Ependes, ad opera della Fondazione Naef costituita nel 1977 con il compito di agire per la divulgazione dell'astronomia. L'inaugurazione avvenne il 19 maggio 1984. Dal 1988 collabora con l'Università del Canton Friburgo. Nel 1992 la struttura è stata ampliata. La strumentazione, cresciuta nel tempo, conta oggi cinque strumenti principali.
L'osservatorio è accreditato dal Minor Planet Center della scoperta di ventitré asteroidi effettuate tra il 2005 e il 2006.